# President de Malta

Bandera del President de Malta

L'ofici de President de Malta (maltès President ta' Malta), fou creat el 13 de desembre de 1974, quan Malta esdevingué una república dins la Commonwealth. La reina Elisabet II deixà de ser-ne el cap d'estat, i l'últim Governador-General, Sir Anthony Mamo, fou nomenat primer President de la República.
Com els monarques britànics, tanmateix, el President de Malta és un cap d'estat constitucional, ja que el poder executiu resta en mans del Primer Ministre. El President és elegit per una Cambra de representants (maltès Kamra tar-Rappreżentanti) unicameral. La primera dona que ocupà el càrrec de President fou Agatha Barbara, antiga ministre laborista. L'actual President és George Abela.

## Llista de Presidents
| Nom                                | Imatge                     | Inici del govern       | Fi del govern                      |
| ---------------------------------- | -------------------------- | ---------------------- | ---------------------------------- |
| Anthony Mamo (1909- 2008)          | Anthony Mamo               | 13 de desembre de 1974 | 27 de desembre de 1976             |
| Anton Buttigieg (1912- 1983)       | Anton Buttigieg            | 27 de desembre de 1976 | 27 de desembre de 1981             |
| Albert Hyzler (1916- 1993)         | Albert Hyzler              | 27 de desembre de 1981 | 15 de febrer de 1982 (provisional) |
| Agatha Barbara (1923- 2002)        | Agatha Barbara             | 15 de febrer de 1982   | 15 de febrer de 1987               |
| Paul Xuereb (1923- 1994)           | Paul Xuereb                | 15 de febrer de 1987   | 4 d'abril de 1989 (provisional)    |
| Ċensu Tabone (1913-)               | Ċensu Tabone               | 4 d'abril de 1989      | 4 d'abril de 1994                  |
| Ugo Mifsud Bonnici (1932-)         | Ugo Mifsud Bonnici         | 4 d'abril de 1994      | 4 d'abril de 1999                  |
| Guido de Marco (1931-)             | Guido de Marco             | 4 d'abril de 1999      | 4 d'abril de 2004                  |
| Edward Fenech Adami (1934-)        | Edward Fenech Adami        | 4 d'abril de 2004      | 4 d'abril de 2009                  |
| George Abela (1948-)               | George Abela               | 4 d'abril de 2009      | 4 d'abril de 2014                  |
| Marie-Louise Coleiro Preca (1958-) | Marie-Louise Coleiro Preca | 4 d'abril de 2014      | actualitat                         |